# La Fille aux yeux d'or
Pour les articles homonymes, voir La Fille aux yeux d'or (homonymie).
La Fille aux yeux d'or est un roman d’Honoré de Balzac paru en 1835, troisième volet de l’Histoire des Treize qui regroupe Ferragus, La Duchesse de Langeais et La Fille aux yeux d’or. L’ensemble fait partie des Scènes de la vie parisienne, Études de mœurs, de La Comédie humaine. En 1841, Balzac dédicace le roman à Eugène Delacroix.

## Genèse du roman
Balzac a dédié cette œuvre à Eugène Delacroix. Il fait notamment référence à la toile La Mort de Sardanapale dans la scène finale de la nouvelle.

## Résumé
Le roman commence avec une longue description de la ville de Paris et des mœurs parisiennes.
Il met en scène le comte Henri de Marsay, dandy fat, fils de Lord Dudley et de la marquise de Vordac, qui l'abandonnent pour qu'il soit éduqué par un prêtre. Très bel homme, il est un séducteur invétéré qui a la réputation de rendre toutes les femmes folles d'amour. Il est l'un des Treize qu’on trouve dans La Duchesse de Langeais et Ferragus.
Alors qu'il se promène aux Tuileries, Marsay rencontre son ami Paul de Manerville à qui il explique qu'il a croisé une femme magnifique lors de sa dernière promenade. Son ami lui apprend qu'il a surnommé celle-ci « la Fille aux yeux d’or ». Marsay avoue être aux Tuileries dans l'espoir de la revoir, ce qui se produit. Alors qu'elle s'éloigne en carrosse, elle agite son mouchoir pour indiquer à Henri de la suivre, ce qu'il fait. Après avoir vu la résidence de la jeune fille, il envoie un de ses valets quérir de l'information. Celui-ci apprend, grâce à un facteur, que la dame habite dans l'hôtel appartenant à Don Hijos, marquis de San-Réal, sans doute son amant, et que son nom est Paquita Valdès. Le facteur lui avoue aussi que le marquis ne laisse personne entrer dans l'hôtel et qu'il est donc bien difficile de voir Paquita qui, d'autant plus, est protégée en tout temps par une duègne. Henri décide quand même de tenter de séduire Paquita. Ayant appris du facteur que Paquita recevait des lettres de Londres, Marsay arrive à imiter ces lettres pour entrer en contact avec Paquita. Il lui écrit donc une lettre dans laquelle il se présente sous le nom d'Adolphe de Gouges.
Alors qu'il déjeune avec Paul, un mulâtre vient à la rencontre d'Henri, de la part de Paquita, pour lui donner rendez-vous le lendemain et pour l'avertir d'être très prudent et discret. Le jour d'après, Henri est amené par le mulâtre jusqu'à une maison abandonnée où Paquita l'attend, vêtue d'un simple peignoir. Elle lui dit qu'ils ont douze jours pour vivre leur aventure et qu'elle ne sait pas ce qui se passera ensuite puisqu'elle ne peut être libre, ce à quoi Henri répond que, si elle ne peut être à lui seul, il la tuera. Paquita accepte finalement de se donner à lui, mais refuse de le faire le soir même puisque sa mère, qu'elle a droguée, est présente. Elle donne donc un nouveau rendez-vous à Henri.
Henri arrive au lieu de rendez-vous où Christemio, le mulâtre, insiste pour lui bander les yeux pendant la route. Paquita le reçoit dans un boudoir. Elle lui interdit rapidement de poser toute question sur la personne qui a autorité sur elle. Henri persiste néanmoins à la questionner. Désespérée, Paquita lui tend un poignard et supplie Henri de la tuer ; ce dernier s'y refuse. Paquita demande s'il veut lui plaire. Henri répond qu'il ferait n'importe quoi pour elle. Sur ce, Paquita entreprend d'habiller son amant en femme. Les deux amants s'unissent ensuite et Marsay note que, « si la Fille aux yeux d'or était vierge, elle n'était certes pas innocente. » 
Après cette rencontre, Marsay prétend auprès de ses amis ne plus penser à la Fille aux yeux d'or. Alors qu'il déjeune avec Paul, il repense à la nuit qu'il a passée avec Paquita, voit certains détails sous un jour nouveau et se rend compte que, pendant leurs ébats, il a « posé pour une autre personne », ce qui le rend furieux. Le soir même, il a un autre rendez-vous avec Paquita. Sur la route, il se concentre pour tenter de connaître le chemin menant au boudoir, malgré ses yeux bandés. Lorsqu'il arrive à Paquita, celle-ci, en larmes, le supplie de l'emmener avec lui immédiatement. Pendant la crise de la jeune fille, celle-ci montre à Henri les lettres qu'elle reçoit de Londres. Celles-ci ne comportent que des caractères tracés avec du sang puisque Paquita ne sait pas lire. Henri dit à son amante qu'il voudrait l'emmener en Asie, mais qu'il n'a pas d'or pour le faire. Alors qu'ils s'unissent à nouveau, au moment de la jouissance, Paquita s'écrie : « Mariquita ! » Henri se rend donc compte que la personne pour qui il posait était une femme. Il essaie donc de tuer son amante jusqu'à ce que Christemio intervienne. Henri quitte le boudoir avec la volonté de tuer Paquita pour se venger.
Quelques jours plus tard, il retourne à l'hôtel où loge Paquita, dans l'intention de l'assassiner. Lorsqu'il arrive dans le boudoir, il la découvre mourante, après que celle-ci eut été poignardée par la marquise de San-Réal, véritable maîtresse de Paquita. Lorsque la marquise aperçoit Henri, ceux-ci constatent qu'ils se ressemblent beaucoup physiquement. Il est révélé qu'ils sont tous deux enfants de Lord Dudley et que la Fille aux yeux d'or était donc « fidèle au sang », ce qui emplit la marquise de remords. La mère de Paquita arrive alors et la marquise lui remet un sac d'or pour payer la vie de sa fille. La marquise décide de se retirer dans un couvent.
La nouvelle se conclut plusieurs jours plus tard, alors que Paul demande à Henri ce qui est advenu de la Fille aux yeux d'or, ce à quoi Henri répond qu'elle est morte « de la poitrine. »

## Thème
Balzac fait preuve d’audace en évoquant une passion entre deux femmes, ce que peu de romanciers de l’époque avaient osé. Le théoricien Michael Lucey dénote d’ailleurs à travers l’œuvre de Balzac une tendance à refuser les catégories toutes faites dites « normales » quant aux personnages et aux rapports qu’ils entretiennent entre eux, préférant largement leur donner une essence unique comme c’est le cas pour La Fille aux yeux d’or.
Le roman évoque aussi le thème du travestissement lorsque Paquita joue à habiller Henri de Marsay en femme pour son plaisir.

## Commentaire
S'il est vrai que ce roman tire vers le fantastique, tout comme l’ensemble de l’Histoire des Treize, il demeure tout de même le miroir, même un peu déformé, d’une société où l’argent et le pouvoir donnent tous les droits, où les femmes s’achètent comme des esclaves et sont gardées dans des cages dorées selon le bon vouloir de leurs « maîtres ». Mais Balzac va au-delà d'un discours sur la condition des femmes. Dans La Fille aux yeux d'or, l'adresse du romancier est de présenter une situation qui illustre combien les relations amoureuses n'ont que peu à voir avec le supposé différend qui aurait toujours opposé l'homme à la femme dans leurs exigences proprement masculines ou féminines. Tout compte fait, le sexe des partenaires intervient peu dans la tyrannie des rapports de force au sein d'un couple car, ici, c'est bien une maîtresse qui tient sous sa coupe une autre femme.

## Éditions bibliophiliques
- Éditions V. de Valence, Paris, 1947, ouvrage enrichi d'eaux-fortes de Jacques Camus, tirage limité à deux cents exemplaires.

## Adaptations
- 1961 : La Fille aux yeux d'or. Réalisation : Jean-Gabriel Albicocco. Avec Marie Laforêt.